# Bruno Neves
Bruno Ricardo Fernandes Neves (Oliveira de Azeméis, 5 settembre 1981 – Amarante, 11 maggio 2008) è stato un ciclista su strada portoghese.

## Biografia
È morto l'11 maggio 2008 dopo essere stato colpito da arresto cardiaco durante la Clássica de Amarante; in un primo momento la causa del decesso era stata attribuita alle ferite riportate nell'incidente. La sua morte è stata collegata a un utilizzo di doping da parte di Neves, comunque mai riscontrato durante la carriera del ciclista.

## Palmarès

### Strada
- 2004 (ASC-Vila do Conde, due vittoria)

2ª tappa Grande Prémio Barbot (Lousada > Penafiel)
Classifica generale Grande Prémio Barbot
- 2005 (Madeinox, tre vittorie)

3ª tappa Volta às Terras de Santa Maria da Feira
3ª tappa Grande Prémio Abimota (Espinho > Montemor-o-Velho)
9ª tappa Volta a Portugal (Lordelo do Ouro > São João da Madeira)
- 2006 (Madeinox, una vittoria)

2ª tappa - parte b Volta ao Sotavento Algarvio
- 2007 (LA-MSS, sei vittorie)

1ª tappa - parte a Volta a Albufeira (Albufeira > Paderne)
2ª tappa Volta a Albufeira (Olhos de Água > Albufeira)
Classifica generale Volta a Albufeira
1ª tappa Grande Prémio Barbot (Pedroso > Pedroso)
Classifica generale Grande Prémio Barbot
4ª tappa  - parte a GP Vinhos da Estremadura (Alenquer > Alenquer)

#### Altri successi
- 2002 (ASC-Vila do Conde)

Aniversário Serralharia O Setenta
- 2003 (ASC-Vila do Conde)

Circuito Grandolense
Prémio Reis Eusébio
- 2006 (Madeinox)

Troféu RDP-Algarve
Circuito da Moita-Oeste
Classifica giovani Tour de l'Avenir
- 2007 (LA-MSS)

Troféu Reis Eusébio
- 2008 (LA-MSS)

Troféu RDP-Algarve

## Piazzamenti

### Competizioni mondiali
- Campionati del mondo

Madrid 2005 - In linea Elite: 127º
Salisburgo 2006 - In linea Elite: ritirato
Stoccarda 2007 - In linea Elite: ritirato